# Vadim Kutsenko
Vadim Kutsenko (ur. 16 marca 1977 w Taszkencie) – rosyjski tenisista reprezentujący początkowo Uzbekistan, reprezentant Uzbekistanu w Pucharze Davisa, medalista igrzysk azjatyckich.

## Kariera tenisowa

### Igrzyska azjatyckie
Kutsenko zdobywał medale igrzysk azjatyckich w grze drużynowej mężczyzn. Razem z zespołem uzbeckim osiągał brązowy medal podczas zawodów w Bangkoku w 1998 roku oraz w Pusanie w 2002 roku.

### Puchar Davisa
W zawodach Pucharu Davisa Kutsenko zadebiutował w 1995 roku. Łącznie brał udział w czterdziestu trzech meczach jako reprezentant Uzbekistanu, po raz ostatni występując w zawodach w 2004 roku. Wygrał czternaście spotkań singlowych, a przegrał siedemnaście. Sześć razy także wygrywał mecze w deblu, a taką samą liczbę spotkań w grze podwójnej przegrał.

### Kariera zawodowa
Kutsenko uzyskał status profesjonalny w 1994, a zawodowe starty zakończył w 2012 roku. Od tego czasu wielokrotnie wygrywał i osiągał finały w zmaganiach rangi ATP Challenger Tour w grze pojedynczej i podwójnej. Najwyższe – 140. miejsce w rankingu singlowym osiągnął podczas notowania 17 czerwca 2002. 10 czerwca 2002 zanotował 132. pozycję w deblu, co było jego najwyższą lokatą.
Vadim Kutsenko dwukrotnie dostawał się do fazy głównej turnieju wielkoszlemowego – w 2003 oraz 2004 roku podczas Australian Open. W pierwszym turnieju dotarł do drugiej rundy, po pokonaniu Ivana Ljubičicia 6:3, 6:4, 1:6, 4:6, 6:3 w pierwszej i porażce z Junusem al-Ajnawim 2:6, 1:6, 4:6 w drugiej rundzie. W następnym roku został wyeliminowany przez Todda Reida wynikiem 3:6, 2:6, 3:6. W turnieju Wielkiego Szlema nigdy nie występował w zawodach gry podwójnej.

#### Występy singlowe w Wielkim Szlemie
| Turniej                 | 2003 | 2004 | W–L |
| ----------------------- | ---- | ---- | --- |
| Turnieje wielkoszlemowe |      |      |     |
| Australian Open         | 2R   | 1R   | 1–2 |
| French Open             | A    | A    | 0–0 |
| Wimbledon               | A    | A    | 0–0 |
| US Open                 | A    | A    | 0–0 |
| Wygrane–Przegrane       | 1–1  | 0–1  | 1–2 |